# Aravell
Aravell, dawniej: Aravell i Bellestar – miejscowość w Hiszpanii, w Katalonii, w prowincji Lleida, w comarce Alt Urgell, w gminie Montferrer i Castellbò.
Według danych INE w 2020 roku liczyła 179 mieszkańców – 86 mężczyzn i 93 kobiety. 